# Udaiana cynis
Udaiana cynis är en fjärilsart som beskrevs av William Chapman Hewitson 1866. Udaiana cynis ingår i släktet Udaiana och familjen vitfjärilar. Inga underarter finns listade i Catalogue of Life.